# Schlossberg (Werbach)
Schlossberg (auch Schloßberg) ist ein Wohnplatz auf der Gemarkung des Werbacher Ortsteils Gamburg im Main-Tauber-Kreis im Nordosten Baden-Württembergs. Eine erstmals im 12. Jahrhundert urkundlich erwähnte Burg war für den Berg und Wohnplatz namengebend.

## Geographie
Der Wohnplatz Schlossberg befindet sich auf dem 242,5 Meter hohen gleichnamigen Schlossberg oberhalb der Tauber. Die Straßen Burgweg und Hohlweg führen vom Ort Gamburg auf den Schlossberg.

## Geschichte
Der Wohnplatz kam als Teil der ehemals selbstständigen Gemeinde Gamburg am 1. Januar 1975 zur Gemeinde Werbach.
Zur Geschichte der für den Schlossberg namensgebenden Burg Gamburg (auch Oberes Schloss Gamburg):

## Kultur und Sehenswürdigkeiten
Burg und Burgpark Gamburg, errichtet im 12. Jahrhundert und auch Oberes Schloss Gamburg genannt, liegen direkt über Gamburg auf dem Schlossberg. Der Begriff Oberes Schloss entstand zur Unterscheidung der Gamburg vom Unteren Schloss Gamburg. Die Burg befindet sich seit 1546 in Privateigentum und wird bewohnt. Etwas oberhalb der Burg befindet sich die Maria-Hilf-Kapelle im Wald. Die Baudenkmäler des Wohnplatzes Schlossberg sind in der Liste der Kulturdenkmale in Gamburg aufgeführt.

## Verkehr
Der Wohnplatz Schlossberg ist über die Straßen Burgweg und Hohlweg zu erreichen.

## Persönlichkeiten
Bekannte ehemalige Besitzer bzw. Herrschaften der Burg auf dem Schlossberg befinden sich in der Liste von Persönlichkeiten der Gemeinde Werbach.